# 올리브체
해부학에서 올리브체(olivary body) 또는 올리브(olive. 라틴어로는 단수형 oliva와 복수형인 olivae)는 뇌간의 하부인 연수에 있는 한 쌍의 눈에 띄는 타원형 구조이다. 그들은 올리브 핵을 포함하고 있다.

## 구조

### 올리브핵
올리브는 두 부분으로 구성된다.
- 아래올리브핵(또는 아래올리브복합체): 올리보-소뇌 시스템의 일부이며 주로 소뇌 운동 학습 및 기능에 관여
- 위올리브핵: 뇌교의 일부이자 청각 시스템의 일부로 간주되며, 소리 인식을 돕는다.

## 추가 이미지

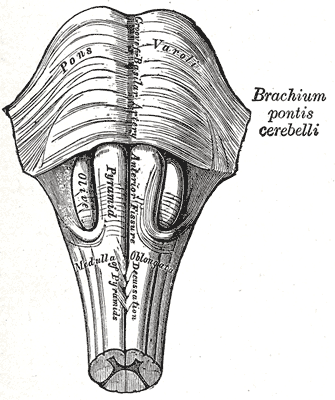
The medulla, showing the olivary bodies lying adjacent to the pyramids.
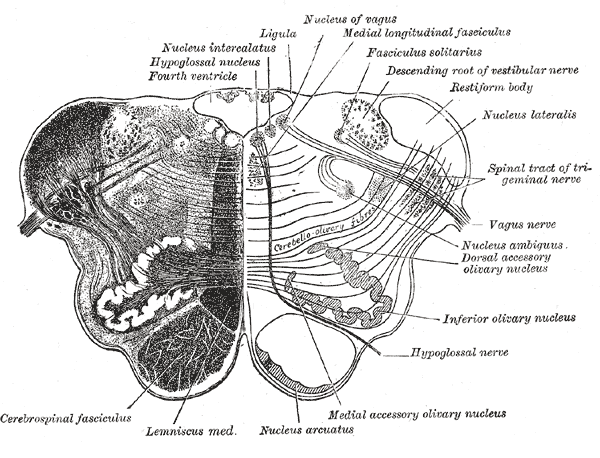
Transverse section of medulla oblongata below the middle of the olive.
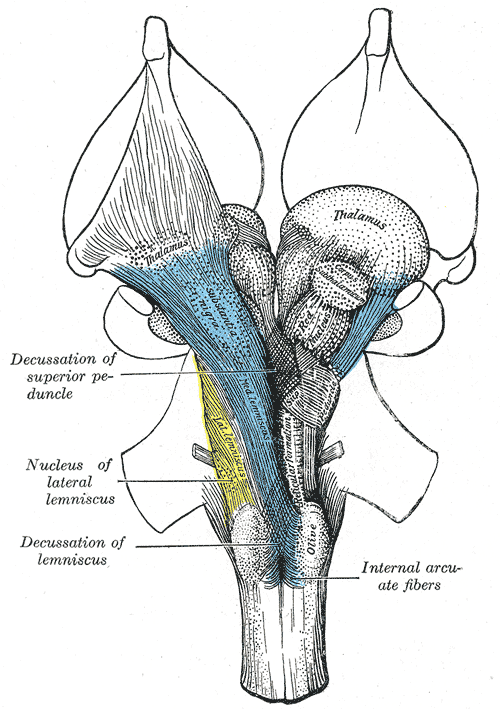
Deep dissection of brain-stem. Ventral view.
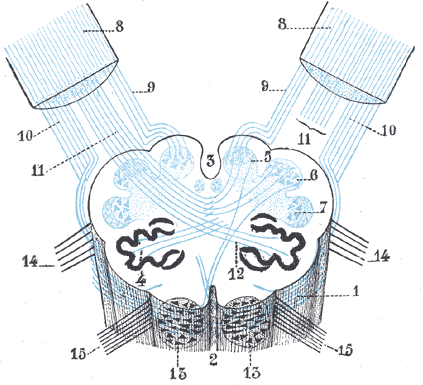
Diagram showing the course of the arcuate fibers.
Basal view of a human brain

## 참조
이 문서는 현재 퍼블릭 도메인에 속하는 그레이 해부학 제20판(1918) page 781의 내용을 기초로 작성된 글이 포함되어 있습니다.